# 场口镇
场口镇，中国浙江省西北部杭州市富阳区下辖的一个镇。	

## 行政区划
现辖：
前街社区、青江村、叶盛村、红星村、鸿丰村、上沙村、上村、宋家溪村、下图山村、上图山村、赵欧村、乌畴溪新村、白石皎村、洪家塘村、东梓关村、联群村、洋沙村、瓜桥埠村、徐家村、百丈畈村、新元村、马山村、华丰村、场口村和真佳溪村。